# The Spider's Lullabye
The Spider's Lullabye es el sexto álbum de estudio perteneciente al grupo King Diamond.
Salió al mercado el 14 de junio de 1995 a través del sello discográfico Metal Blade Records. The Spider Lullaby no es un álbum conceptual sino otra ópera rock de inspiración gótica que contiene algunos de sus más melódicos y bien escritas canciones. Cabe resaltar que las melodías 7 al 10 constituyen una historia.

## Argumento y lista de canciones
| N.º   | Título | Escritor(es)           | Duración |  |
| 1.    | «From The Other Side» (Relato de una persona que sufre una experiencia extracorporal.)                                                    | King Diamond           | 3:47     |  |
| 2.    | «Killer» (Richard Ramirez un asesino en serie sentenciado a pena de muerte.)                                                              | Diamond, Andy LaRocque | 4:14     |  |
| 3.    | «The Poltergeist» (gira en torno a un cazador de fantasmas que detecta un espíritu.)                                                      | Diamond                | 4:27     |  |
| 4.    | «Dreams» (Se trata de un hombre que sufre una serie de horribles pesadillas.)                                                             | Diamond                | 4:37     |  |
| 5.    | «Moonlight» (Habla de un grupo de niños malditos, clara alusión a la película El Pueblo de los Malditos (1960))                           | Diamond                | 4:30     |  |
| 6.    | «Six Feet Under» | Diamond, LaRocque      | 4:02     |  |
| 7.    | «The Spider's Lullabye» (Relato de un hombre llamado Harry, que sufre de aracnofobia, es recluido en un sanatorio para enfermos metales.) | Diamond                | 3:40     |  |
| 8.    | «Eastmann's Cure» | Diamond                | 4:30     |  |
| 9.    | «Room 17» | Diamond                | 8:17     |  |
| 10.   | «To The Morgue» | Diamond, LaRocque      | 5:00     |  |
| 47:04 | |                        |          |  |

## Integrantes
- King Diamond - vocalista, teclista, clavecín
- Andy LaRocque - guitarrista
- Herb Simonsen - guitarrista
- Chris Estes - bajista
- Darrin Anthony - baterista